# Rolepa marginepicta
Rolepa marginepicta is een vlinder uit de familie van de Phyditiidae. De wetenschappelijke naam van de soort is voor het eerst geldig gepubliceerd in 1914 door Paul Dognin.